# Paulo Jorge (Fußballspieler, 1981)
Paulo Jorge Vieira Alves, genannt  Paulo Jorge (* 5. Mai 1981 in Maia), ist ein portugiesischer Fußballspieler der zurzeit bei Benfica Lissabon unter Vertrag steht. Der Mittelfeldspieler trägt die Nummer 15 und ist für seine Lauffreudigkeit bekannt. Er wiegt 76 Kilogramm und ist 176 Zentimeter groß. Paulo Jorge spielte zuvor bei anderen bekannten portugiesischen Klubs wie Boavista Porto oder FC Maia.

## Transferhistorie
- 1999/00  von eigener Jugend zu FC Maia
- 2000/01  von FC Maia zu Pedrouços AC
- 2001/02  von Pedrouços AC zu FC Maia
- 2002/03  von FC Maia zu FC Infesta
- 2003/04  von FC Infesta zu FC Maia
- 2005/06  von FC Maia zu Boavista Porto
- 2006/07  von Boavista Porto zu Benfica Lissabon